# Aalrotseuche
Die Aalrotseuche ist eine bakterielle Erkrankung von Flussaalen, die im Süß- und Meerwasser leben. Sie ist seit 1928 in Europa registriert. Unterschieden wird die Süßwasserform, die in europäischen Binnengewässern, Warmwasserteichen und japanischen Aalmastanlagen vertreten ist, von der weltweit verbreiteten Salz- und Brackwasserform. Namensgebend ist die rötliche Verfärbung der Flossen, des Bauches und der Afterregion im Verlauf der Erkrankung.

## Auslöser
Erreger sind Bakterien wie Pseudomonaden oder Aeromonaden (z. B. Aeromonas punctata). Diese schwimmen im Wasser und sind für gesunde Fische normalerweise unschädlich. Sie werden erst zur Gefahr, wenn die Wassertemperatur über ca. 24 °C steigt, da sich dann die Bakterien explosionsartig vermehren und gleichzeitig die Sauerstoffkonzentration des Wassers sinkt, was bei den Fischen Stress verursacht. Am Boden ist der Sauerstoffgehalt besonders gering und die Bakterienkonzentration sehr hoch. Das ist ein zusätzliches Problem, da sich dort die Aale aufhalten, tagsüber sogar eingraben. Beim Erreichen der 24 °C ist die Schutzfunktion der Schleimschicht auf der Haut der Aale nicht mehr gegeben, sodass die Bakterien eindringen können.

## Symptome

### Anfangsstadium
Die Fische schwimmen langsam und träge. Außerdem bekommen sie rote Punkte im Bauch- und Maulbereich.

### 2. Stadium
Diese befallenen Hautpartien wachsen später zu großen Flächen zusammen (daher der Name).

### 3. Stadium
Im weiteren Verlauf der Krankheit löst sich die Haut ab und es entstehen große Löcher im Körper des Tieres. Diese können auch mit Geschwüren umrandet sein.

### Endstadium
Zum Schluss schwimmen die Aale auffällig gekrümmt an die Oberfläche und sterben.

## Behandlung
Derzeit sind keine Therapieverfahren bekannt und es gibt wohl auch keine Forschung auf diesem Gebiet. Man kann einzig die toten Tiere schnellstmöglich entfernen. Zwar stellen die toten Aale keine Ansteckungsgefahr für gesunde Aale und Menschen dar, sie sind dennoch Infektionsherde.

## Gefahren
Für Menschen ist der Verzehr nicht erkannter aber doch infizierter Fische unbedenklich, da die Bakterien bei Temperaturen über 60 °C absterben. Normalerweise sind durch die Seuche ohnehin nur geschwächte Tiere betroffen.
Regional begrenzt kommt es in fast jedem Jahr zu einem Fischsterben. In heißen und langen Sommern (1976, 1991 und 2003) fällt dieses jedoch extrem stark aus.